# Наступна гонка: віддалені перегляди
Наступні перегони: вигляд здалека; Наступна гонка: віддалені перегляди (The Next Race: The Remote Viewings) — незалежний науково-фантастичний фільм 2007 року; сценаристом, режисером, монтажкром і продюсером якого був Стюарт Сент-Джон. Це перша глава саги «Війни творення», за якою йде «Темний метрополіс» (2010). Лауреат в 3 номінаціях «Hollywood MiniDV Festival».

## Про фільм
Людство програло 300-річну війну проти генетично вдосконаленої раси, яку вони створили та намагалися знищити. Тепер нащадки цієї раси — відомі як «гени» — контролюють планету з передових підземних міст у Порожній Землі.
Диктатор Крециліус Прайм закликає свій народ знищити решту людського населення, яке працює на його фабриках над землею. Незабаром буде розкрито шокуючу таємницю, яка назавжди змінить життя родини Прайм.

## Знімались
| Актор           | Роль            |
| --------------- | --------------- |
| Бейлі Чейз      | Ейден Прайм     |
| Артур Робертс   | Потентат XXXIV  |
| Ерік Скотт Вудс | Крециліус Прайм |
| Пол Накаучі     | Бакстер         |
| Метт О'Тул      | Брат Вікстром   |